# Дектярёва, Татьяна Валерьевна
Татья́на Вале́рьевна Дектярёва (род. 8 мая 1981, Свердловск) — российская легкоатлетка, мастер спорта России международного класса.

## Карьера
Тренировалась под руководством Сергея Цивашова.
В 2008 году на чемпионате России стала второй в беге на 100 метров с барьерами и отобралась на Олимпийские игры, но не смогла выйти в полуфинал. Через год вновь стала второй на чемпионате страны, а на чемпионате мира в финал не попала. В 2010 на чемпионате России в помещении выиграла серебро, на чемпионате мира в помещении стала восьмой в финале. На чемпионате Европы заняла шестое место.
В 2011-м впервые выиграла чемпионат страны и на чемпионате мира в финале была пятой. На Олимпиаде в Лондоне и московском чемпионате мира не смогла выйти в финал. Дисквалифицирована за употребление запрещённых веществ с 18 декабря 2014 года по 17 декабря 2016 года.